# KOTO (アイドル)
KOTO（こと、1998年9月25日 - ）は、日本の女性アイドル。神奈川県横浜市出身。血液型はA型。2014年1月28日「ことりっぷ」でデビュー。愛称は「ことら」。
圧倒的なダンススキルを武器に独自の世界観を発信するソロアイドル。

## 略歴
小学校時代からダンスレッスンを続け、コンテスト入賞経験を持つ。その経験を活かしイベントにゲストダンサーとして出演。テレビのダンス番組やアーティストのMV、AKB48のバックダンサーなどで音楽番組にも出演経験がある。中学入学後、2012年に日本初のキッズダンス映画『SHAKE HANDS』の主題歌オーディションに数百名から合格し同作品の主題歌で歌手デビュー。その後、2014年1月にソロデビューシングル「ことりっぷ」を発売。

### 2013年
- 6月4日、渋谷Gladにて行われた「Sweet Black Tea 〜Solo Fes〜」にて映画『SHAKE HANDS』の主題歌「Dream Avenue」をソロで披露した。

### 2014年
- 1月28日、ABCコスメストア原宿店とのタイアップ「ことりっぷ / まだ起きてる?」にてCDデビュー。
- 5月18日、活動名をKOTOに統一[1]。
- 8月19日、2ndシングル「愛を届けるお人形 / Can go!!」をリリース。カップリング曲の「Can go!!」ではダンサー時代の経験を活かし、振付を自ら考案。[2]累計2,000枚以上のセールスを記録。
- 11月より、6か月連続シングルリリースを行う。
- 12月11日、佐々木希、Especia、寺嶋由芙などの楽曲を手掛けるシンガーソングライターSAWAが楽曲提供することを発表。

### 2015年
- 1月26日、初ワンマンライブを新宿ReNYにて開催。（動画）
- 4月11日、バンド「kotofolic」結成を発表。メンバーは、KOTO(Vo)、RIKE(DJ)、nagi(Gt)、愛(ダンサー)。デビュー曲はDJのRIKEが所属するnu-folioが制作した「ファンファーレ」。
- 5月24日、彩の国KIDS DANCE CONTEST@かすかべにてMCに初挑戦。
- 7月15日、1stアルバム『プラトニックプラネット』発売。[3]
- 8月29日、『@JAM EXPO 2015』に出演。
- 8月25日、主催イベント「夏のKOTO祭り〜喫茶＆たった生誕〜」を渋谷Gladにて開催。
- 9月25日、2ndワンマンライブ「KOTOワンマン〜現実逃避なseventeen〜」を渋谷WOMBにて開催。（動画）
- 10月31日、主催イベント「秋のKOTO祭りin渋フェス」を渋谷Gladにて開催。
- 12月3日、主催イベント「冬のKOTO祭り」を新木場スタジオコーストにて開催。

### 2016年
- 3月9日、音楽配信サイトOTOTOYにて、6ヶ月連続シングル・リリース第2弾曲を「てんこ盛りミニ・アルバム」としてハイレゾ配信。[4]
- 3月26日、タワーレコードのレーベル「箱レコォズ」に初のソロアイドルとして参加＆8月9日にシングルリリースが決定。[5]
- 4月1日、音楽配信サイトOTOTOYを24時間限定でジャック。社名を「KOTOTOY」に変更＆テーマソング配信も行う。[6]
- 4月6日、KOTO×tutoji[7]×galaxxxyトリプルコラボT発売
- 4月11日、2ndアルバム「てうりべすとあるばむ」をライブ会場限定で発売。今まで発売した佐々木喫茶以外のクリエーター陣による作品に加え、音源化されていなかった楽曲を収録。
- 4月30日、主催イベント「春のKOTO祭り」を渋谷Gladにて開催。
- 5月3日、主催イベント「大阪KOTO祭り」を味園ユニバースにて開催。[8]
- 6月22日、銀河系80sアイドルプロジェクト「トリリオンスターライツ」から、KOTOがCVを担当する天空ミウのキャラクターソング「ときめきテレポテーション」をCDリリース。[9]
- 8月5日、『TOKYO IDOL FESTIVAL 2016』に出演（FESTIVAL STAGEおよびSKY STAGEに出演）。
- 8月9日、シングル「舞踏遊戯」を箱レコォズから発売。
- 8月14日、主催イベント「夏のKOTO祭り 〜舞踏遊戯リリースウィーク最終日〜」を渋谷VUENOSにて開催。
- 8月28日、主催イベント「夏のKOTO祭り×WOMB ～1stANNIVERSARY～」を渋谷WOMBにて開催。
- 9月25日、生誕イベント「KOTO生誕祭」を渋谷Gladにて開催。平野友里(ゆり丸)と結成した新ユニット、「シャオチャイポン」のライブを初披露。[10][11]
- 9月26日、3rdワンマンライブ「KOTO3rdワンマンLIVE～目指す最上階～」を代官山UNITにて開催（動画）。伊勢丹の「JAPAN 靴博 2016」とのコラボレーションを発表。[12]
- 10月28日、主催イベント「秋のKOTO祭り ～ハロウィーンパーティ～」を渋谷WWW Xにて開催。
- 12月10日、主催イベント「冬のKOTO祭り」を渋谷WWW Xにて開催。

### 2017年
- 1月4日、ソロアイドルを集めた主催イベント「個人主義〜KOTOのソロ祭り〜」を新宿Renyにて開催。
- 1月22日、「TOWER RECORDS presents ザ・感謝祭 2017 新春」に出演。新曲「るっぱっぱ」を披露。[13]
- 2月4日、3周年記念イベント「KOTO3rd ANNIVERSARY PARTY＠WOMB」を渋谷WOMBにて開催。
- 3月17日、音楽サイトOTOTOYで高校卒業を記念したシングル「JK卒業PACK」のハイレゾ配信を開始。併せてインタビューも掲載される。[14]
- 4月2日、JK卒業記念ワンマンを渋谷Gladにて開催。“旅”をテーマにした「GALAXY TOUR PROJECT」のスタートと、8月22日にニューシングルを箱レコォズからリリースすることを発表。[15]
- 4月7日、オリジナル靴ブランド「vanilla bunnies」の立ち上げプロジェクトのクラウドファンディングを開始。終了日には目標金額を達成。[16]
- 4月29日、イメージキャラクターを担当するヴィレッジヴァンガードオリジナルのラーメン『脳麺』が発売される。[17]
- 6月1日、愛踊祭2017 WEB予選課題曲の「キューティハニー」のカバー動画を公開。（動画） 後日、WEB予選を1位通過。
- 7月25日、イーアスつくばにて開催された愛踊祭2017 エリア予選に出場。黒騎士賞＆3位に。（動画）
- 8月5日、『TOKYO IDOL FESTIVAL 2017』に出演（FESTIVAL STAGEおよびDREAM STAGEに出演）。
- 8月22日、シングル「ことらべりんぐ」を箱レコォズから発売＆OTOTOYにて配信開始。[18]同日、リリースパーティを渋谷WWWで開催。[19]
- 9月24日、生誕祭を渋谷Gladにて開催。（動画）
- 11月8日、オフィシャルファンクラブ「琴倶楽部」がオープン。[20]
- 11月23日から全国ツアーを実施。ツアーラストの東京は自身の4周年イベントを兼ねた渋谷Gladでのワンマンライブ。[21]

### 2018年
- 3月1日、80sをテーマとした自身2枚目となるアルバム制作・MV作成プロジェクトのクラウドファンディングを開始。[22]
- 5月22日、『TOKYO IDOL FESTIVAL 2018』への出演が発表される。
- 6月6日、吉田豪をゲストに迎えたShowroom配信で「RINGOOO A GO-GO」への参加を発表。同月27日（水）に一次審査に参加。
- 8月4日、『TOKYO IDOL FESTIVAL 2018』に出演（FUJI YOKO STAGEおよびFESTIVAL STAGEに出演）。
- 9月25日、新アルバム「ばいばいてぃーんずららばい」を11月28日にユニバーサルミュージックよりリリースし、メジャーデビューすることを20歳となる誕生日に発表。[23]
- 9月29日、渋谷Gladにて生誕イベントを開催。
- 11月23日、代官山LOOPにて4thワンマンを開催。[24]
- 11月28日、アルバム「ばいばいてぃーんずららばい」をユニバーサルミュージックよりリリース。収録曲「タイガーファイヤーサイバーファイター」のMVも公開。[25]

### 2019年
- 1月30日、主催イベント「KOTOのスイスイ水曜日」supported by JOYSOUNDを開催（三ヶ月連続開催）。
- 2月11日、代官山LOOPにて五周年記念の全曲披露ワンマンを開催。
- 6月23日、横浜アリーナで開催された「Yokohama A-rin Collection」に出演。
- 7月8日、「OTODAMA SEA STUDIO 2019」に出演。
- 8月11日、ワンマンクルーズライブ「船上ワンマン～ひとりKOTO祭り～」を開催。
- 9月28日、「KOTO生誕祭2019」を六本木VARIT.にて開催。
- 12月21日、絵恋ちゃんと合同での初の沖縄ツアー＆主催イベント「沖縄 KOTO祭り」を開催。

### 2020年
- 1月28日、渋谷Gladにて「KOTO6周年ワンマン」を開催。
- 3月6日、イギリス・ロンドンで開催される "HYPER JAPAN Festival 2020"への出演決定を発表。[26]
- 4月4日、アパレルブランド「東京裏側」とのコラボアイテム販売を発表。[27]
- 5月25日、配信ワンマンライブ＠渋谷Gladを開催。
- 6月4日、8月24日に渋谷WWWで行うワンマンライブに向けたクラウドファンディングを開始。[28]
- 7月21日、KOTO×佐々木喫茶、6ヵ月間連続リリース企画第3弾をスタート。[29]
- 8月24日、渋谷WWWにてワンマンライブ「琴虎飯店」を開催（動画）
- 9月25日、KOTO生誕祭2020を渋谷SPACE ODDにて開催。[30]

### 2021年
- 1月28日、7周年記念ワンマンライブ配信 KOTO7th Anniversary Liveを渋谷SPACE ODDにて開催。4月での引退を発表。[31]
- 3月13日、19日、22日、24日に、ラストライブツアー「BACK TO THE UNIVERSE TOUR」を開催。[32]
- 4月1日、ラストライブ映像＆ドキュメンタリームービー作成のクラウドファンディングを開始。[33]
- 4月29日、ツアーファイナルとなる引退ワンマンライブを渋谷WWWで開催。[34]
- 5月1〜9日、謎の店とのコラボイベント「謎のKOTO展」を開催。佐々木喫茶×吉田豪×南波一海によるトークイベントも実施[35]

### 2022年
- 2月1日、「RING OPENING記念LIVE feat.KOTO」として限定復活ワンマンライブを渋谷RINGにて開催。[36]
- 2月6日、渋谷CLUB asiaでの「佐々木喫茶フェスティバル2022」に出演。

### 2023年
- 2月5日、ラストのライブ出演となる、渋谷CLUB asiaでの「佐々木喫茶フェスティバル2023」の第1部、および第2部のレコライドラストワンマンのOAに出演。[37]

### 2024年
- 1月26日、デビュー10周年を記念したスペシャルイベント「KOTO 10th Anniversary -It's a Kimono World-」を、渋谷RINGで開催。[38]

### 2025年
- 1月25日、デビュー10周年を記念イベント第二弾「KOTO 10th Anniversary -KOTONO PARTY-」を、渋谷RINGで開催。[39]

## 作品

### ディスコグラフィー

#### アルバム
| # | タイトル                   | 発売日         | 収録曲                                     | 動画        | 作詞・作曲                                                                                              | 備考 |
| - | -------------------------- | -------------- | ------------------------------------------ | ----------- | --- | --- |
| 1 | プラトニックプラネット     | 2015年7月15日  | 1. パステルパスポート                      |             | 作詞・作曲：佐々木喫茶、振付：IG                                                                        | 全国流通盤。 品番：SPRL-0075〜78 |
| 1 | プラトニックプラネット     | 2015年7月15日  | 2. くえすちょんくえすと                    | MV live     | 作詞・作曲：佐々木喫茶、振付：IG                                                                        | 全国流通盤。 品番：SPRL-0075〜78 |
| 1 | プラトニックプラネット     | 2015年7月15日  | 3. 推定スウィーティ                        | live        | 作詞・作曲：佐々木喫茶、振付：IG                                                                        | 全国流通盤。 品番：SPRL-0075〜78 |
| 1 | プラトニックプラネット     | 2015年7月15日  | 4. エンジェルがエンドレス                  | live        | 作詞・作曲：佐々木喫茶、振付：IG                                                                        | 全国流通盤。 品番：SPRL-0075〜78 |
| 1 | プラトニックプラネット     | 2015年7月15日  | 5. バレンタインズバレリーナ                | live        | 作詞・作曲：佐々木喫茶、振付：IG                                                                        | 全国流通盤。 品番：SPRL-0075〜78 |
| 1 | プラトニックプラネット     | 2015年7月15日  | 6. SixteenSick                             | live        | 作詞・作曲：佐々木喫茶、振付：IG                                                                        | 全国流通盤。 品番：SPRL-0075〜78 |
| 1 | プラトニックプラネット     | 2015年7月15日  | 7. プラトニックプラネット                  | MV live     | 作詞・作曲：佐々木喫茶、振付：IG                                                                        | 全国流通盤。 品番：SPRL-0075〜78 |
| 1 | プラトニックプラネット     | 2015年7月15日  | 8. シンデレラシンドローム                  | live        | 作詞：KOTO・作曲：佐々木喫茶、振付：IG                                                                  | 全国流通盤。 品番：SPRL-0075〜78 |
| 2 | てうりべすとあるばむ       | 2016年4月11日  | 1. ファンファーレ                          |             | 作詞・作曲：kotofolic                                                                                   | アルバム未収録曲を中心としたベスト盤。ライブ会場限定販売。                                                                                                  |
| 2 | てうりべすとあるばむ       | 2016年4月11日  | 2. 生意気                                  |             | 作詞・作曲：kotofolic                                                                                   | アルバム未収録曲を中心としたベスト盤。ライブ会場限定販売。                                                                                                  |
| 2 | てうりべすとあるばむ       | 2016年4月11日  | 3. たんぽぽの僕は REMIX by kotofolic       |             | 作詞・作曲：福井元気                                                                                    | アルバム未収録曲を中心としたベスト盤。ライブ会場限定販売。                                                                                                  |
| 2 | てうりべすとあるばむ       | 2016年4月11日  | 4. ギザギザのロンリナイ REMIX by kotofolic |             | 作詞・作曲：SAWA                                                                                        | アルバム未収録曲を中心としたベスト盤。ライブ会場限定販売。                                                                                                  |
| 2 | てうりべすとあるばむ       | 2016年4月11日  | 5. プリン症候群                            | live        | 作詞・作曲：RIKE                                                                                        | アルバム未収録曲を中心としたベスト盤。ライブ会場限定販売。                                                                                                  |
| 2 | てうりべすとあるばむ       | 2016年4月11日  | 6. ギザギザのロンリナイ                    | MV live     | 作詞・作曲：SAWA                                                                                        | アルバム未収録曲を中心としたベスト盤。ライブ会場限定販売。                                                                                                  |
| 2 | てうりべすとあるばむ       | 2016年4月11日  | 7. 17Android                               | live        | 作詞・作曲：SAWA                                                                                        | アルバム未収録曲を中心としたベスト盤。ライブ会場限定販売。                                                                                                  |
| 2 | てうりべすとあるばむ       | 2016年4月11日  | 8. ファンタジーGoGo                        |             | 作詞・作曲：SAWA                                                                                        | アルバム未収録曲を中心としたベスト盤。ライブ会場限定販売。                                                                                                  |
| 2 | てうりべすとあるばむ       | 2016年4月11日  | 9. たんぽぽの僕は                          | live        | 作詞・作曲：福井元気                                                                                    | アルバム未収録曲を中心としたベスト盤。ライブ会場限定販売。                                                                                                  |
| 2 | てうりべすとあるばむ       | 2016年4月11日  | 10. 奇跡のトキ                             |             | 作詞・作曲：小内喜文                                                                                    | アルバム未収録曲を中心としたベスト盤。ライブ会場限定販売。                                                                                                  |
| 2 | てうりべすとあるばむ       | 2016年4月11日  | 11. Melty Candy                            |             | 作詞・作曲：小内喜文                                                                                    | アルバム未収録曲を中心としたベスト盤。ライブ会場限定販売。                                                                                                  |
| 3 | ばいばいてぃーんずららばい | 2018年11月28日 | 1. タイガーファイヤーサイバーファイター    | MV live     | 作詞・作曲：佐々木喫茶、振付：IG                                                                        | 80sをテーマとした自身2枚目となるオリジナルアルバム。ユニバーサルミュージックのオリジナルレーベルよりリリース。 品番：初回限定盤 POCS-9185、通常盤 POCS-1740 |
| 3 | ばいばいてぃーんずららばい | 2018年11月28日 | 2. Dancing like a snail                    | live        | 作詞・作曲：佐々木喫茶、振付：IG                                                                        | 80sをテーマとした自身2枚目となるオリジナルアルバム。ユニバーサルミュージックのオリジナルレーベルよりリリース。 品番：初回限定盤 POCS-9185、通常盤 POCS-1740 |
| 3 | ばいばいてぃーんずららばい | 2018年11月28日 | 3. DEAD or kawaii                          | live        | 作詞・作曲：佐々木喫茶、振付：IG                                                                        | 80sをテーマとした自身2枚目となるオリジナルアルバム。ユニバーサルミュージックのオリジナルレーベルよりリリース。 品番：初回限定盤 POCS-9185、通常盤 POCS-1740 |
| 3 | ばいばいてぃーんずららばい | 2018年11月28日 | 4. ミッドナイト放題                        | live        | 作詞・作曲：佐々木喫茶、振付：IG                                                                        | 80sをテーマとした自身2枚目となるオリジナルアルバム。ユニバーサルミュージックのオリジナルレーベルよりリリース。 品番：初回限定盤 POCS-9185、通常盤 POCS-1740 |
| 3 | ばいばいてぃーんずららばい | 2018年11月28日 | 5. TAIKUTSUが止まらない                    | live        | 作詞・作曲：佐々木喫茶、振付：IG                                                                        | 80sをテーマとした自身2枚目となるオリジナルアルバム。ユニバーサルミュージックのオリジナルレーベルよりリリース。 品番：初回限定盤 POCS-9185、通常盤 POCS-1740 |
| 3 | ばいばいてぃーんずららばい | 2018年11月28日 | 6. LONELY KONG                             | MV live     | 作詞・作曲：佐々木喫茶、振付：IG                                                                        | 80sをテーマとした自身2枚目となるオリジナルアルバム。ユニバーサルミュージックのオリジナルレーベルよりリリース。 品番：初回限定盤 POCS-9185、通常盤 POCS-1740 |
| 3 | ばいばいてぃーんずららばい | 2018年11月28日 | 7. ばいばいてぃーんずららばい              |             | 作詞・作曲：佐々木喫茶                                                                                  | 80sをテーマとした自身2枚目となるオリジナルアルバム。ユニバーサルミュージックのオリジナルレーベルよりリリース。 品番：初回限定盤 POCS-9185、通常盤 POCS-1740 |
| 3 | ばいばいてぃーんずららばい | 2018年11月28日 | 8. とってもGood！なBBQ                     |             | 作詞・作曲：佐々木喫茶                                                                                  | 80sをテーマとした自身2枚目となるオリジナルアルバム。ユニバーサルミュージックのオリジナルレーベルよりリリース。 品番：初回限定盤 POCS-9185、通常盤 POCS-1740 |
| 4 | てうりべすとあるばむ2      | 2020年         | 1. ファンファーレ                          |             | 作詞・作曲：kotofolic                                                                                   | アルバム未収録曲を中心としたベスト盤。琴虎飯店ワンマンライブ配信のクラウドファンディングリターン限定提供。                                                  |
| 4 | てうりべすとあるばむ2      | 2020年         | 2. 生意気                                  |             | 作詞・作曲：kotofolic                                                                                   | アルバム未収録曲を中心としたベスト盤。琴虎飯店ワンマンライブ配信のクラウドファンディングリターン限定提供。                                                  |
| 4 | てうりべすとあるばむ2      | 2020年         | 3. たんぽぽの僕は                          | live        | 作詞・作曲：福井元気                                                                                    | アルバム未収録曲を中心としたベスト盤。琴虎飯店ワンマンライブ配信のクラウドファンディングリターン限定提供。                                                  |
| 4 | てうりべすとあるばむ2      | 2020年         | 4. ギザギザのロンリナイ                    | MV live     | 作詞・作曲：SAWA                                                                                        | アルバム未収録曲を中心としたベスト盤。琴虎飯店ワンマンライブ配信のクラウドファンディングリターン限定提供。                                                  |
| 4 | てうりべすとあるばむ2      | 2020年         | 5. プリン症候群                            | live        | 作詞・作曲：RIKE                                                                                        | アルバム未収録曲を中心としたベスト盤。琴虎飯店ワンマンライブ配信のクラウドファンディングリターン限定提供。                                                  |
| 4 | てうりべすとあるばむ2      | 2020年         | 6. 17Android                               | live        | 作詞・作曲：SAWA                                                                                        | アルバム未収録曲を中心としたベスト盤。琴虎飯店ワンマンライブ配信のクラウドファンディングリターン限定提供。                                                  |
| 4 | てうりべすとあるばむ2      | 2020年         | 7. ファンタジーGoGo                        |             | 作詞・作曲：SAWA                                                                                        | アルバム未収録曲を中心としたベスト盤。琴虎飯店ワンマンライブ配信のクラウドファンディングリターン限定提供。                                                  |
| 4 | てうりべすとあるばむ2      | 2020年         | 8. 奇跡のトキ                              |             | 作詞・作曲：小内喜文                                                                                    | アルバム未収録曲を中心としたベスト盤。琴虎飯店ワンマンライブ配信のクラウドファンディングリターン限定提供。                                                  |
| 4 | てうりべすとあるばむ2      | 2020年         | 9. Melty Candy                             |             | 作詞・作曲：小内喜文                                                                                    | アルバム未収録曲を中心としたベスト盤。琴虎飯店ワンマンライブ配信のクラウドファンディングリターン限定提供。                                                  |
| 4 | てうりべすとあるばむ2      | 2020年         | 10. ことなつ                               |             | 作詞・作曲：佐々木喫茶                                                                                  | アルバム未収録曲を中心としたベスト盤。琴虎飯店ワンマンライブ配信のクラウドファンディングリターン限定提供。                                                  |
| 4 | てうりべすとあるばむ2      | 2020年         | 11. Vanilla Bunnies                        |             | 作詞・作曲：佐々木喫茶                                                                                  | アルバム未収録曲を中心としたベスト盤。琴虎飯店ワンマンライブ配信のクラウドファンディングリターン限定提供。                                                  |
| 4 | てうりべすとあるばむ2      | 2020年         | 12. 名無しのカカシじゃいられない           | live1 live2 | 作詞：絵恋ちゃん、作曲：中村友則、振付：KOTO                                                            | アルバム未収録曲を中心としたベスト盤。琴虎飯店ワンマンライブ配信のクラウドファンディングリターン限定提供。                                                  |
| 4 | てうりべすとあるばむ2      | 2020年         | 13. Can Go!! (2ndワンマン Ver)             |             | 作詞：NES、作曲：水野陽介、編曲：外山裕高、振付：KOTO                                                   | アルバム未収録曲を中心としたベスト盤。琴虎飯店ワンマンライブ配信のクラウドファンディングリターン限定提供。                                                  |
| 4 | てうりべすとあるばむ2      | 2020年         | 14. DMA -Dance Make Air-                   |             | 作詞：SESIMON DIAZ、作曲：ROMANTIC PRODUCTION                                                           | アルバム未収録曲を中心としたベスト盤。琴虎飯店ワンマンライブ配信のクラウドファンディングリターン限定提供。                                                  |
| 4 | てうりべすとあるばむ2      | 2020年         | 15. Star Player                            |             | 作詞：武井麻里子、作曲：空中分解 武井麻里子曲のカバー                                                   | アルバム未収録曲を中心としたベスト盤。琴虎飯店ワンマンライブ配信のクラウドファンディングリターン限定提供。                                                  |
| 4 | てうりべすとあるばむ2      | 2020年         | 16. ロマンティカ                           |             | 作詞：武井麻里子、作曲：おかもとえみ 武井麻里子曲のカバー                                               | アルバム未収録曲を中心としたベスト盤。琴虎飯店ワンマンライブ配信のクラウドファンディングリターン限定提供。                                                  |
| 4 | てうりべすとあるばむ2      | 2020年         | 17. それが愛だ!                            |             | 作詞・作曲：佐々木喫茶 シャオチャイポン曲のカバー                                                       | アルバム未収録曲を中心としたベスト盤。琴虎飯店ワンマンライブ配信のクラウドファンディングリターン限定提供。                                                  |
| 4 | てうりべすとあるばむ2      | 2020年         | 18. Neo Tokyo                              |             | 作詞：クロマティゆうや、作曲：さわいかん ゲストボーカルにKOTOを迎えたシンガポールチリクラブのシングル。 | アルバム未収録曲を中心としたベスト盤。琴虎飯店ワンマンライブ配信のクラウドファンディングリターン限定提供。                                                  |
| 4 | てうりべすとあるばむ2      | 2020年         | 19. ことらぶ                               |             | 作詞：ブラックチェリー                                                                                  | アルバム未収録曲を中心としたベスト盤。琴虎飯店ワンマンライブ配信のクラウドファンディングリターン限定提供。                                                  |
| 4 | てうりべすとあるばむ2      | 2020年         | 20. Bonus Truck                            |             | | アルバム未収録曲を中心としたベスト盤。琴虎飯店ワンマンライブ配信のクラウドファンディングリターン限定提供。                                                  |

#### ミニアルバム
| #                            | タイトル                     | 発売日                       | 収録曲                       | 動画                         | 作詞・作曲                                         | 備考                         |                              |
| インディーズ（SPIRAL MUSIC） | インディーズ（SPIRAL MUSIC） | インディーズ（SPIRAL MUSIC） | インディーズ（SPIRAL MUSIC） | インディーズ（SPIRAL MUSIC） | インディーズ（SPIRAL MUSIC）                       | インディーズ（SPIRAL MUSIC） | インディーズ（SPIRAL MUSIC） |
| ---------------------------- | ---------------------------- | ---------------------------- | ---------------------------- | ---------------------------- | -------------------------------------------------- | ---------------------------- | ---------------------------- |
| 1                            | てんこ盛りミニ・アルバム     | 2016年3月9日                 | 1. おとこのこちゃん          | live                         | 作詞・作曲：佐々木喫茶、振付：IG                   | OTOTOYでの配信限定リリース。 |                              |
| 1                            | てんこ盛りミニ・アルバム     | 2016年3月9日                 | 2. きらいリターンズ          |                              | 作詞・作曲：佐々木喫茶、振付：IG                   | OTOTOYでの配信限定リリース。 |                              |
| 1                            | てんこ盛りミニ・アルバム     | 2016年3月9日                 | 3. あのコと                  |                              | 作詞・作曲：佐々木喫茶、振付：IG                   | OTOTOYでの配信限定リリース。 |                              |
| 1                            | てんこ盛りミニ・アルバム     | 2016年3月9日                 | 4. お祭りGALAXY              | MV                           | 作詞・作曲：佐々木喫茶、振付：KOTO                 | OTOTOYでの配信限定リリース。 |                              |
| 1                            | てんこ盛りミニ・アルバム     | 2016年3月9日                 | 5. たまにきみにまるまって    | live                         | 作詞・作曲：佐々木喫茶、振付：Miku（東京ゲゲゲイ） | OTOTOYでの配信限定リリース。 |                              |
| 1                            | てんこ盛りミニ・アルバム     | 2016年3月9日                 | 6. ゆかいなぼくら            | live                         | 作詞・作曲：佐々木喫茶、振付：Miku（東京ゲゲゲイ） | OTOTOYでの配信限定リリース。 |                              |

#### DVD
| #            | タイトル                                     | 発売日         | 備考 | 動画         |              |
| SPIRAL MUSIC | SPIRAL MUSIC                                 | SPIRAL MUSIC   | SPIRAL MUSIC | SPIRAL MUSIC | SPIRAL MUSIC |
| ------------ | -------------------------------------------- | -------------- | --- | ------------ | ------------ |
| 1            | さよならブービー                             | 2014年10月25日 | 2014年9月に行われた自身初の一人舞台を収録した作品 演出・脚色：中嶋将人、脚本：前田由貴、ブービーの声：須田暁 本編：約54分、特典映像：約34分「アフタートーク」「本番直前インタビュー」「誕生日サプライズ」「鬼の猛特訓」 | 実録         |              |
| 2            | 1stワンマンライブ-心に宇宙がキュートでしょ?- | 2015年3月31日  | 2015年1月26日に行われた1stワンマンライブを収録した作品 場所：新宿ReNY | 実録         |              |
| 3            | KOTO 〜現実逃避なSeventeen〜                 | 2015年11月23日 | 2015年9月25日に行われた生誕ワンマンライブを収録した作品 場所：渋谷WOMB | 実録         |              |

## ライブ・イベント

### ワンマンライブ
| 公演日   | 公演名                                                            | 会場          | 備考 |
| 2015年   | 2015年                                                            | 2015年        | 2015年 |
| -------- | ----------------------------------------------------------------- | ------------- | --- |
| 1月26日  | ワンマンライブ（心に宇宙がキュートでしょ?）                       | 新宿ReNY      | ドレスコードは「宇宙」。ゲスト：SAWA。「愛を届けるお人形Remix ver.」「バレンタインズ・バレリーナ」をお披露目。バラード曲のタイトルが「メルティーキャンディー」に決定。 動画                                                                     |
| 9月25日  | KOTOワンマン〜現実逃避なseventeen〜                               | 渋谷WOMB      | 佐々木喫茶をDJに従え、喫茶セットでオリジナル曲のみ2時間の2ndワンマンライブ。SAWA提供の新曲「17Android」と佐々木喫茶プロジェクト2ndSeason第2弾「きらいリターンズ」を披露。 動画                                                                  |
| 2016年   |                                                                   |               | |
| 9月26日  | KOTO3rdワンマンLIVE～目指す最上階～                               | 代官山UNIT    | 新曲2曲（SAWA提供曲「PoisonGirl」と佐々木喫茶提供曲「甘い果実の物語」）を披露。 動画 |
| 2018年   |                                                                   |               | |
| 11月23日 | 代官山LOOP 10周年記念KOTO 4thワンマンライブ～フォースインパクト～ | 代官山LOOP    | 喫茶セットで新アルバム曲を全て披露。デビュー5周年を記念したレコライドとのツーマンライブを翌年2月10日に行うことを発表。 |
| 2019年   |                                                                   |               | |
| 2月11日  | KOTO5周年記念ワンマンライブ                                       | 代官山LOOP    | 喫茶セットでの全曲披露ワンマンライブ。 |
| 8月11日  | 船上ワンマン〜ひとりKOTO祭り〜                                    | Rosa alba号   | 東京湾クルーズ船上でのワンマンライブ。ライブ終了後、船内で盆踊り。こと音頭初お披露目。 |
| 2020年   |                                                                   |               | |
| 1月28日  | KOTO6周年記念ワンマン                                             | 渋谷Glad      | (M)otocompo絢屋順矢の指導によるギター演奏（ばいばいてぃーんずららばい）を披露。 |
| 8月24日  | KOTOワンマンLIVE - 琴虎飯店 -                                     | 渋谷WWW       | クラウドファンディング支援を受けてのコンセプトワンマンライブ。ステージ美術にはキャロラインちゃんを起用。「琴虎飯店」を披露。（動画） |
| 2021年   |                                                                   |               | |
| 1月28日  | KOTO 7th Anniversary Live                                         | 渋谷SPACE ODD | 緊急事態宣言の影響で無観客での配信ライブに変更。チャクラ解放曲～あなたのままで～を披露。ライブの最後に4/29のワンマンでの引退を発表。 |
| 4月29日  | BACK TO THE UNIVERSE TOUR - FINAL -                               | 渋谷WWW       | ラストライブツアー「BACK TO THE UNIVERSE TOUR」のファイナルかつラストステージとなるワンマンライブ。今回もステージ美術にはキャロラインちゃんを起用。前半は喫茶セット＆ゲストのレコライド、RIKE、SAWAとのコラボ曲、後半はソロでのステージを披露。 |

### ラストツアー「BACK TO THE UNIVERSE TOUR」
| 公演日  | 公演名                           | 会場          | 出演者                                                                          | 備考   |
| 2021年  | 2021年                           | 2021年        | 2021年                                                                          | 2021年 |
| ------- | -------------------------------- | ------------- | ------------------------------------------------------------------------------- | ------ |
| 3月13日 | BACK TO THE UNIVERSE TOUR Phase1 | 代官山LOOP    | レコライド、DISCOMPO（offline-set）、Saoriiiii、FENNEC FENNEC、JUN FANTATHEATER |        |
| 3月19日 | BACK TO THE UNIVERSE TOUR Phase2 | 渋谷clubasia  | ねうちゃん、絵恋ちゃん、ゆり丸、ATOMIC MINISTRY、シャオチャイポン               |        |
| 3月22日 | BACK TO THE UNIVERSE TOUR Phase3 | 渋谷SPACE ODD | IG、SAWA、RIKE、イニミニ                                                        |        |
| 3月24日 | BACK TO THE UNIVERSE TOUR Phase4 | 渋谷SPACE ODD | hy4_4yh、SAKA-SAMA、O'CHAWANZ、NaNoMoRaL、marble≠marble                         |        |

### 主催イベント「KOTO祭り」
| 公演日    | 公演名                                              | 会場                          | 出演者 | 備考   |
| 2015年    | 2015年                                              | 2015年                        | 2015年 | 2015年 |
| --------- | --------------------------------------------------- | ----------------------------- | --- | ------ |
| 8月30日   | 夏のKOTO祭り〜喫茶＆たった生誕〜                    | 渋谷Glad                      | 絵恋、amiina、sora tob sakana、JaccaPoP、AIRA、RIKE、リナチックステイト、Hauptharmonie、ライムベリー、篠原ゆり、ようなぴ(ゆるめるモ!)、はしゆう(レコライド)、2&、遇想Drop、KitCat、MIKA☆RIKA、SAWA、レコライド |        |
| 10月31日  | 秋のKOTO祭りin渋フェス                              | 渋谷Glad                      | 絵恋、amiina、ライムベリー、JaccaPoP、RIKE、遇想Drop、じゅじゅ、2&、上月せれな、青山☆聖ハチャメチャハイスクール、天川宇宙、KitCat、篠原ゆり、Qam、Malcolm Mask McLaren、SAWA、レコライド |        |
| 12月3日   | 冬のKOTO祭り                                        | 新木場スタジオコースト        | BELLRING少女ハート、絵恋、sora tob sakana、ライムベリー、JaccaPoP、RIKE、Malcolm Mask McLaren、KitCat、エコ怪獣、Chelip、篠原ゆり、ULTRAGIRL、つばさFly、AsoBitGirls、TOKYO喫茶、柊木りお、WenDee、NEXT少女事件、イチサキミキ、SAWA、レコライド                                                                     |        |
| 2016年    |                                                     |                               | |        |
| 4月30日   | 春のKOTO祭り                                        | 渋谷Glad                      | ゆるめるモ!、Stereo Tokyo、Maison book girl、RIKE、JaccaPoP、篠原ゆり、上月せれな、滝口成美、3776、リナチック ステイト、Hauptharmonie、WHY@DOLL、kus kus、Peach sugar snow、ラストクエスチョン、TOKYO喫茶、絶対直球女子!プレイボールズ、ライムベリー、ねうちゃん、姫乃美瑠紅、SAWA、レコライド、(OA) ことらーバンド |        |
| 5月3日    | 大阪KOTO祭り 昼の部                                 | 味園ユニバース                | hy4_4yh、BELLRING少女ハート、JaccaPoP、篠原ゆり、ライムベリー、Dancing Dolls R、お掃除ユニット名古屋CLEAR’S Next、OSAKA翔GANGS、Re:birth、つばさFly、DINOSAUR BRAIN、SAWA、レコライド |        |
| 5月3日    | 大阪KOTO祭り 5番勝負!!                              | 味園ユニバース                | BELLRING少女ハート、ゆるめるモ!、クリトリック・リス、(OA) レコ丸 |        |
| 5月8日    | 春のKOTO祭り×WOMB                                   | 渋谷WOMB                      | プティパ-petit pas、ねうちゃん、ライムベリー、kus kus、3776、リナチックステイト、Kit Cat、エコ怪獣、地球人、ULTRAGIRL、TOKYO喫茶、姫乃美瑠紅、Akari |        |
| 8月14日   | 夏のKOTO祭り 〜舞踏遊戯リリースウィーク最終日prt1〜 | 渋谷VUENOS                    | hy4_4yh、平野友里、Maison book girl、Kit Cat、黒猫の憂鬱、TOKYO喫茶 |        |
| 8月14日   | 夏のKOTO祭り 〜舞踏遊戯リリースウィーク最終日prt2〜 | 渋谷VUENOS                    | レコライド、平野友里 |        |
| 8月28日   | 夏のKOTO祭り×WOMB ～1stANNIVERSARY～                | 渋谷WOMB                      | SAWA、平野友里、BPM15Q、DOPING BERRY、JaccaPoP、地球人、TOKYO喫茶、RIKE |        |
| 10月28日  | 秋のKOTO祭り ～ハロウィーンパーティ～               | 渋谷WWW X                     | 新しい学校のリーダーズ、hy4_4yh、Stereo Tokyo、フィロソフィーのダンス、シャオチャイポン、あほ四天王+1 |        |
| 12月10日  | 冬のKOTO祭り                                        | 渋谷WWW X                     | BELLRING少女ハート、DEVIL NO ID、じゅじゅ、amiinA、シャオチャイポン、ICE CREAM SUICIDE、クマリデパート、uijin、平野友里、ライムベリー |        |
| 2019年    |                                                     |                               | |        |
| 12月 21日 | 沖縄 KOTO祭り                                       | 沖縄 ガンガラーの谷 CAVE CAFE | ねうちゃん、絵恋ちゃん |        |

### 主催イベント（他 主要なもの）
| 公演日    | 公演名                                                     | 会場                   | 出演者 | 備考                                                                   |
| 2014年    | 2014年                                                     | 2014年                 | 2014年 | 2014年                                                                 |
| --------- | ---------------------------------------------------------- | ---------------------- | --- | ---------------------------------------------------------------------- |
| 4月29日   | KOTOミニワンマンLIVE「歴史上初ピンクの世界」               | 六本木Beehive          | 初のワンマンライブ |                                                                        |
| 9月20日   | 第1回生誕祭                                                | 六本木Beehive          | |                                                                        |
| 2015年    |                                                            |                        | |                                                                        |
| 2月16日   | KOTOと掟ポルシェの夜会                                     | 代アニLIVEステーション | ゆるめるモ!、おやすみホログラム、ラブアンドロイド | 掟ポルシェとのトークとライブを行う。                                   |
| 2016年    |                                                            |                        | |                                                                        |
| 5月29日   | コトクエフェス                                             | 3331 Arts Chiyoda      | ラストクエスチョン、生ハムと焼うどん、BELLRING少女ハート、フィロソフィーのダンス、新しい学校のリーダーズ、SAWA、リナチックステイト、地球人、3776、Kit Cat、kus kus、Hauptharmonie、二代目エコ怪獣、TOKYO喫茶、篠原ゆり、DEEP GIRL、ねうちゃん、パラレルJAPAN、中村綾、武井麻里子、Dancing Dolls、校庭カメラギャル、姫乃美瑠紅、FUTURE♡HEARTs、原宿物語、あほ四天王+1 | 元小学校での謎解き&ライブフェス。ラストクエスチョンとの共同主催        |
| 9月25日   | KOTO生誕祭                                                 | 渋谷Glad               | ぱいぱいでか美、絵恋、2＆、Stereo Tokyo、Faint⋆Star、JaccaPoP、上月せれな、Faint⋆Star、Peach sugar snow、ゆくえしれずつれづれ、黒猫の憂鬱、武井麻里子、リナチックステイト、ULTRAGIRL、TOKYO喫茶、WHY＠DOLL、ラストクエスチョン、DEEP GIRL、SAWA、レコライド | 生誕イベント。平野友里とのユニット「シャオチャイポン」のライブを初披露 |
| 2017年    |                                                            |                        | |                                                                        |
| 1月5日    | 個人主義～KOTOのソロ祭り～                                 | 新宿Reny               | 絵恋、SAWA、ねうちゃん、平野友里、2＆、井出ちよの（3776）、篠崎こころ、上月せれな、武井麻里子、白井萌花、中村綾、北澤鞠佳(赤マルダッシュ☆)、萩野聖、得田あいり、笹沢まゆか、あいちゃん6さい、西恵利香 | ソロアイドルを集めた主催イベント                                       |
| 2月4日    | KOTO3rd ANNIVERSARY PARTY＠WOMB                            | 渋谷WOMB               | アイドルネッサンス、SAWA、レコライド、平野友里、AIS、PRP、エレクトリックリボン、Faint⋆Star | 3周年記念イベント。喫茶セット+VJでのライブ                             |
| 3月24日   | KOTOプレゼンツ「明日は土曜日」                             | 渋谷WWW                | BiS、じゅじゅ、偶想Drop、シャオチャイポン、TOKYO喫茶、Malcolm Mask McLaren |                                                                        |
| 9月24日   | KOTO生誕祭                                                 | 渋谷Glad               | Dressing、AIS、CLOCK & BOTAN、SAWA、レコライド、JaccaPoP、RIKE、2＆、武井麻里子、川崎芹奈、星名はる、プリックロック、なめんなよ原宿、#ドルーチュ | ダイジェスト動画                                                       |
| 2019年    |                                                            |                        | |                                                                        |
| 11月 24日 | 代官山LOOP11周年記念「KOTOリクエストLIVE～ザ・ベスト10～」 | 代官山LOOP             | ゲストMC：TOKYO喫茶 | ファン投票の結果をもとに10位の曲から順にライブ                         |
| 2020年    |                                                            |                        | |                                                                        |
| 9月25日   | KOTO生誕祭2020                                             | 渋谷SPACE ODD          | ねうちゃん、ATOMIC MINISTRY | タイガーファイヤーファイターでIGとのコラボを披露。                     |
| 2024年    |                                                            |                        | |                                                                        |
| 1月26日   | KOTO 10th Anniversary -It's a Kimono World-                | 渋谷RING               | ねうちゃん、平野友里、Fenomeno | デビュー10周年を記念したスペシャルイベント。                           |

#### 定期主催イベント「コトループ☆ナイト」
| 公演日   | 公演名                                        | 会場       | 出演者                                                                                      | 備考   |
| 2016年   | 2016年                                        | 2016年     | 2016年                                                                                      | 2016年 |
| -------- | --------------------------------------------- | ---------- | ------------------------------------------------------------------------------------------- | ------ |
| 1月5日   | KOTO×LOOP presents.「コトループ☆ナイト」Vol.1 | 代官山LOOP | フィロソフィーのダンス、WHY@DOLL                                                            |        |
| 2月17日  | KOTO×LOOP presents.「コトループ☆ナイト」Vol.2 | 代官山LOOP | 武井麻里子、信岡ひかる                                                                      |        |
| 4月20日  | KOTO×LOOP presents.「コトループ☆ナイト」Vol.4 | 代官山LOOP | 篠崎愛、寺嶋由芙、少女閣下のインターナショナル                                              |        |
| 5月18日  | KOTO×LOOP presents.「コトループ☆ナイト」Vol.5 | 代官山LOOP | Faint⋆Star                                                                                  |        |
| 6月15日  | KOTO×LOOP presents.「コトループ☆ナイト」Vol.6 | 代官山LOOP | 上野優華、平野友里、SAWA                                                                    |        |
| 12月30日 | コトループ☆ナイト大忘年会                     | 代官山LOOP | AIS、ヤなことそっとミュート、平野友里、シャオチャイポン、TOKYO喫茶、ICE CREAM SUICIDE、SAWA |        |

#### 定期主催イベント「蜜月ノKOTO」
| 公演日  | 公演名 | 会場             | 出演者                                 | 備考                                                       |
| 2016年  | 2016年 | 2016年           | 2016年                                 | 2016年                                                     |
| ------- | --- | ---------------- | -------------------------------------- | ---------------------------------------------------------- |
| 7月20日 | 月見ル×KOTOマンスリー企画「蜜月ノKOTO」・其ノ一                                                              | 青山月見ル君想フ | SAWA、エレクトリックリボン、玉手初美   |                                                            |
| 8月25日 | 月見ル×KOTOマンスリー企画「蜜月ノKOTO」・其ノ二 ～喫茶＆たった生誕＆はしゆう入籍＆アナログ発売レコライドSP～ | 青山月見ル君想フ | レコライド、百瀬巡、JaccaPoP、平野友里 | レコライドの二人の生誕と、はしゆうの結婚披露宴が開催される |
| 9月12日 | 月見ル×KOTOマンスリー企画「蜜月ノKOTO」・其ノ三                                                              | 青山月見ル君想フ | じゅじゅ、amiinA、無敵キャンディ       |                                                            |

#### 定期主催イベント「KOTOのスイスイ水曜日」supported by JOYSOUND
| 公演日  | 公演名 | 会場        | 出演者                                 | 備考   |
| 2019年  | 2019年 | 2019年      | 2019年                                 | 2019年 |
| ------- | ------ | ----------- | -------------------------------------- | ------ |
| 1月30日 | 第一回 | 六本木Varit | やまもとゆい                           |        |
| 2月27日 | 第二回 | 六本木Varit | DESURABBITS、SAKA-SAMA、本とうたた寝。 |        |
| 3月27日 | 第三回 | 六本木Varit | ねうちゃん、空野青空                   |        |

### ことらべりんぐツアー2017-2018
| 公演日   | 都道府県 | 会場                  | 出演者                                        | 備考   |
| 2017年   | 2017年   | 2017年                | 2017年                                        | 2017年 |
| -------- | -------- | --------------------- | --------------------------------------------- | ------ |
| 11月23日 | 北海道   | 札幌Sound lab mole    | ぷりんせす♡たいむ                             |        |
| 11月25日 | 岩手県   | 仙台spaceZero         | 平野友里、LUVYA、FRAGRANCE、仙台CLEAR'S       |        |
| 12月3日  | 新潟県   | 柳都SHOW!CASE!!       | 白井萌花（TOKYO喫茶）                         |        |
| 12月24日 | 大阪府   | 味園ユニバース        | WHY@DOLL 、じゅじゅ、ハニーゴーラン、カナスタ |        |
| 1月6日   | 山口県   | 山口LIVE rise SHUNAN  | 今日も1日ゆめミ隊。                           |        |
| 1月7日   | 福岡県   | 福岡the voodoo lounge | レコライド                                    |        |
| 1月21日  | 東京     | 渋谷Glad              | ツアーFINALのワンマン公演                     |        |

### 主要な出演イベント
| 公演日           | 公演名                                                               | 会場                                                      | 備考 |
| 2013年           | 2013年                                                               | 2013年                                                    | 2013年 |
| ---------------- | -------------------------------------------------------------------- | --------------------------------------------------------- | --- |
| 6月4日           | Sweet Black Tea 〜Solo Fes〜                                         | Place Glad                                                | 初のソロ出演、SHAKE HANDS CREWのDream Avenueを披露。 この日をKOTOとしてのデビューとしている。 |
| 8月17日          | SPIRALMUSIC vol.18                                                   | 六本木Bee-Hive                                            | SPIRAL主催イベント初出演 |
| 9月22日          | 【GIRL'S BOX vol.3】                                                 | 渋谷O-WEST                                                | SPIRAL以外の主催イベント初出演 |
| 10月26日         | 初撮影会                                                             | 月島                                                      | |
| 12月4日          | Love Mark Festival                                                   | 大塚Deepa                                                 | 「ことりっぷ」初披露 |
| 12月20日         | Xmasイブ×5                                                           | 渋谷DESEO                                                 | 自身初30分LIVE、コルセットのダンス披露 |
| 2014年           |                                                                      |                                                           | |
| 1月28日 - 2月2日 | 「ことりっぷ」リリイベ                                               | アソビットシティ・新星堂サンシャインシティアルパ店        | 6日間連続 |
| 2月22日          | 「ことりっぷ」限定CD発売イベント                                     | ABCコスメストア原宿店                                     | ABCコスメストア原宿店限定ジャケット版のCD完売 |
| 3月1日           | LMFライブ                                                            | 渋谷REX                                                   | Cango!!初披露 |
| 4月10日          | SPIRALMUSIC主催ライブ                                                | 六本木morph                                               | 焼きプリンMIX 初披露 |
| 5月7日           | 原宿POPUNITED02 ♡ Release Anniversary Party♡                         | 表参道アトランティス                                      | ファッションショー、ミニライブ出演。愛を届けるお人形初披露。 |
| 5月31日          | 初オフ会                                                             | 上野界隈                                                  | 『上野動物園でことらを探そう!』『パセラでオフ会!』など |
| 6月29日          | 第2回オフ会                                                          | ソニズ東高円寺Fスタジオ                                   | KOTOによるダンスレッスン |
| 7月21日          | 関ヶ原歌姫合戦                                                       | 桃配運動公園：岐阜県不破郡関ケ原町野上                    | 全国予選で17位となり初遠征、戦国ステージにて10分出演 |
| 8月2日 - 3日     | TOKYO IDOL FESTIVAL 2014                                             | お台場                                                    | 滝口成美withControl-Sとして出演 |
| 8月13日 - 14日   | Girls Storm〜ワンコインBOMBER!!〜in 大阪                             | 大阪RUIDO                                                 | 初の大阪遠征 |
| 8月19日 - 24日   | 「愛を届けるお人形」リリイベ                                         | 秋葉原アソビットシティ・秋葉原TwinBox・新星堂池袋アルパ店 | |
| 9月25日          | 2ndシングル「愛を届けるお人形」2000枚達成記念ファン感謝祭            | Cherish Studio                                            | 1部：スタジオ撮影(洋服) 2部：スタジオ撮影(洋服) 3部：参加無料オフ会(チェキ会あり) |
| 9月26日 - 27日   | 一人芝居「さよならブービー」                                         | 六本木Beehive                                             | 自身初となる演劇しかも一人舞台に挑戦。「奇跡のトキ」初披露 演出・脚色：中嶋将人、脚本：前田由貴、ブービーの声：須田暁                                                                                            |
| 10月3日          | 原宿POPUNITED presents 『HARAJUKU Fashionalizm＠渋谷clubasia』       | 渋谷クラブエイジア                                        | PUTUMAYOと HELLCATPUNKSのモデルを務めた。 |
| 10月30日         | TRASH-UP!!まつり〜ハロウィンの夜〜                                   | 渋谷WWW                                                   | 赤ずきんちゃんのコスプレでライブ。新曲のくえすちょん くえすとを初披露。舞台上ではTシャツのデザインなどを手掛けるユキナ ヒラノによりライブペインティングも行われた。 当日、ことらーが撮った動画で公式動画を作成。 |
| 11月16日         | ALL JAPAN SUPER KIDS DANCE CONTEST2014                               | 大宮ARCHE                                                 | 自身もダンサーとして出場した経験を持つ大会にゲストとして出演し2曲披露。 |
| 11月30日         | TOKYO IDOL WARS 2014〜大江戸唄姫合戦〜                               | 新木場スタジオコースト                                    | シングル第2弾「推定スウィーティ」お披露目。 |
| 12月25日         | KOTOとようなぴの夜会                                                 | 六本木BeeHive                                             | 第3弾シングル、ゆるめるモ!のようなぴとのコラボ曲「エンジェルがエンドレス」を発表。 ゲストにSAWAを迎え、提供曲の「ギザギザのロンリナイ」を発表。 また、「メルティーキャンディー」も発表。                         |
| 12月27日         | 合法幼女症候群 WELCOME TO MY HOME 500円SP Vol.3 2014 FINAL           | 長堀橋・WAXX                                              | 2度めの関西遠征 |
| 2015年           |                                                                      |                                                           | |
| 1月16日          | SAWAソニックVol.9                                                    | 原宿ストロボカフェ                                        | 楽曲提供を受けたSAWA主催のアイドルイベントにトップバッターとして出演。 着物をモチーフとした衣装でパフォーマンスを行った。                                                                                        |
| 1月29日          | 新春! TRASH-UP!!まつり                                               | 渋谷WWW                                                   | プロデューサーであるレコライドの佐々木喫茶をDJに従え、DJスタイルでのライブを披露。 実録動画 |
| 2月8日           | 佐々木喫茶フェスティバル'15                                          | 渋谷Glad                                                  | プロデューサーであるレコライドの佐々木喫茶主催のフェスに出演。 新春!TRASH-UP!!まつりで披露したDJスタイルの完全版を披露。                                                                                         |
| 3月21日          | 吉田豪×南波一海 アイドル伝説vol.4〜3.21大阪決戦〜                    | 大阪アメリカ村 FANJ twice                                 | 吉田豪、南波一海の2人がメンバーのほか楽曲提供者、プロデューサーまでLIVE＋インタビューで掘り下げる。 |
| 5月3日           | サワソニ野外フェスVol.11                                             | 守谷フレンドパーク                                        | SAWA主催のイベント。野外ステージでパフォーマンス。 |
| 5月31日          | 『LIVEプラスFESTIVAL』supported by きみだけLIVE                      | 新木場 STUDIO COAST                                       | メインステージでトリを務める。 |
| 6月6日           | HighLisk2015                                                         | 名古屋市芸術創造センター/DAYTRIVE                         | 名古屋市中心部の5会場で一日中ライブを開催するライブサーキットイベント。 初の愛知遠征。50分のステージを披露。 |
| 7月4日           | アイドル横丁夏まつり!!〜2015〜                                       | 新木場STUDIO COAST                                        | メインステージ＆DJブースステージに出演。 |
| 7月15日          | コトライド！4@Club Asia                                              | Club Asia                                                 | 同日発売の「プラトニック プラネット」とレコライドの「FRESHLESS」のダブルリリースパーティ。 |
| 7月19日          | ageHa x ASOBISYSTEM Presents Bayside Dance Camp～Summer～            | 新木場STUDIO COAST                                        | |
| 8月5日           | BATICA presents 夏休み！＠DOMMUNE                                    | 恵比寿DOMMUNE STUDIO                                      | |
| 8月14日          | ライムベリー×KOTO×おやすみホログラム〜真夏の3マンライブ〜            | 渋谷Glad                                                  | SAWA提供の新曲「ファンタジーGOGO」を初披露。 |
| 8月29日          | @JAM EXPO 2015                                                       | 横浜アリーナ                                              | グレープステージで15分MC無しのノンストップステージを披露。 |
| 10月17日         | スポーツ・オブ・ハート2015                                           | 国立代々木競技場体育館とその周辺会場                      | 野外のメインステージBlueStageのトリを務める。 |
| 2016年           |                                                                      |                                                           | |
| 1月23日、24日    | 3D LIVE Revolution×LIVEプラス合同主催（台湾遠征）                    | PIPE LIVE MUSIC                                           | 初の海外遠征 実録動画 |
| 3月19日          | ららぽーと・ラゾーナ杯 キッズダンスコンテストvol.1決勝大会           | ラゾーナ川崎                                              | キッズダンスコンテストのゲストとしてライブ出演。 |
| 8月1日           | 音霊 OTODAMA SEA STUDIO 2016                                         | 音霊 OTODAMA SEA STUDIO                                   | ROCKDOLL BEACH 2016 1部に出演 |
| 8月5日           | TOKYO IDOL FESTIVAL 2016                                             |                                                           | FESTIVAL STAGEおよびSKY STAGEに出演 実録動画 実録動画2 |
| 9月11日          | サワソニ21キャンプ                                                   | 水海道あすなろの里                                        | キャンプ場での野外フェス |
| 10月10日         | Sound Lab mole10周年企画 Thanks 10 -サンクステン- NNNNNNNN~エヌハチ~ | 札幌Sound Lab mole                                        | 2回目の北海道遠征 |
| 11月6日          | サワソニ22SAWA生誕祭                                                 | 上野水上野外音楽堂                                        | |
| 11月26日         | 平野友里（ゆり丸）1stワンマンライブ                                  | 新宿MARZ                                                  | |
| 12月1日          | Shallow Grave「ベルハ―なりの甲子園」supported by アイドル甲子園      | 渋谷クラブクアトロ                                        | |
| 2017年           |                                                                      |                                                           | |
| 1月22日          | TOWER RECORDS presents ザ・感謝祭 2017 新春                          | 品川ステラボール                                          | 新曲「るっぱっぱ」を披露。 |
| 1月28日          | ファミ詣 2017                                                        | 高円寺High                                                | |
| 2月12日          | 佐々木喫茶フェスティバル2017                                         | 渋谷Glad                                                  | シャッフルタイムに「リナチックステイト」のカバーを披露 |
| 4月16日          | KOTO×里咲りさワンコイン2マンライブ                                   | 渋谷Milkyway                                              | |
| 5月4日           | ギュウ農フェス 春のSP 新木場コースト                                 | 新木場 STUDIO COAST                                       | 小山によく行くアイドルとして同イベントに初出演 |
| 5月5日           | 第46回渋谷パラダイス2017                                             | 渋谷駅ハチ公前広場特設ステージ                            | 特設ステージにてライブを披露 |
| 6月21日          | 中野ロープウェイ開店8周年記念ライブ！ 初日                           | 新宿ロフト                                                | |
| 7月8日           | サワソニ26 海の家                                                    | 片瀬海岸西浜海水浴場                                      | シャオチャイポンの活動を休止 |
| 7月25日          | 愛踊祭2017 エリア代表決定戦                                          | イーアスつくば                                            | 動画 |
| 8月5日           | TOKYO IDOL FESTIVAL 2017                                             |                                                           | FESTIVAL STAGEおよびDREAM STAGEに出演 |
| 11月18日         | Switched On!2017                                                     | 吉祥寺Planet-K他3会場                                     | |
| 11月19日         | LOUNGE NEO 15周年×JaccaPoP presents KUJIRA vol.6                     | 渋谷LOUNGE NEO 渋谷Glad                                   | |
| 2018年           |                                                                      |                                                           | |
| 2月12日          | 佐々木喫茶フェスティバル2018～バンドでやろうぜ！～                   | 渋谷Glad                                                  | |
| 4月1日           | 春のYOIMACHI                                                         | 大塚 Hearts＋他                                           | Hearts＋のステージに出演 |
| 5月4日           | キャットFES                                                          | 代官山SPACE ODD                                           | |
| 5月12日          | サワソニキャンプ32                                                   | おおばキャンプ村                                          | |
| 6月2日           | エクストロメ FEST 2018.6.2 6.3                                       | 心斎橋サンホール                                          | 大阪遠征 |
| 6月20日          | 中野ロープウェイ開店9周年記念ライブ！ 千秋楽                         | 新宿ロフト                                                | |
| 7月14日          | サワソニ海の家33                                                     | 片瀬海岸西浜海水浴場                                      | |
| 7月16日          | 絵恋ちゃんとKOTOちゃんの2マンその1                                   | 六本木VARIT.                                              | すっぱいぱい⇆LONELY KONGの曲交換を披露 |
| 8月4日           | TOKYO IDOL FESTIVAL 2018                                             |                                                           | FUJI YIKO STAGEおよびFESTIVAL STAGEに出演 |
| 9月11日          | ぼくらのヴィーナス VOL.24                                            | 渋谷La.mama                                               | BILLIE IDLE®、TAKENOKO▲とのスリーマン |
| 9月23日          | 力雅祭りvol.9~本祭~                                                  | 東建ホール                                                | 名古屋遠征 |
| 11月4日          | 秋のYOIMACHI                                                         | 大塚 Hearts＋他                                           | Deepaのステージに出演 |
| 11月24日         | Switched On! 2018                                                    | 吉祥寺Planet K / Warp                                     | |
| 12月26日         | amiinA tour『Discovery Field』                                       | 渋谷WWWX                                                  | |
| 2019年           |                                                                      |                                                           | |
| 2月12日          | 佐々木喫茶フェスティバル2019                                         | 渋谷Glad                                                  | |
| 2月16日          | みずほ生誕 笑う門にはみずほ来る                                      | 代官山SPACE ODD                                           | プラトニックプラネットのコラボを披露 |
| 2月24日          | Beat Happening！渋谷的POP MUSIC MAX！                                | 渋谷LUSH                                                  | |
| 3月17日          | FANTASY TOWN -The Dark Style-                                        | 下北沢GARDEN / LIVE HOUSE MOSAiC                          | STARMARIE主催のフェス |
| 3月29日          | 里咲りさ×KOTO ツーマン                                               | 渋谷LOFT HEAVEN                                           | |
| 4月7日           | 春のYOIMACHI                                                         | 大塚 Hearts＋他                                           | Hearts＋のステージに出演 |
| 5月4日           | サワソニキャンプ32                                                   | おおばキャンプ村                                          | |
| 5月27日          | TRASH-UP!! RECORDS 企画「みんなのビックショー！」                    | AKIBAカルチャーズ劇場                                     | カイ、KOTO、SAKA-SAMAのスリーマン |
| 6月1日           | Spank! 15th Party                                                    | 東高円寺 U.F.O.CLUB                                       | |
| 6月20日          | 中野ロープウェイ開店10周年記念ライブ！ 千秋楽                        | 新宿ロフト                                                | |
| 6月23日          | Yokohama A-rin Collection                                            | 横浜アリーナ                                              | |
| 7月8日           | OTODAMA SEA STUDIO 2019                                              | 三浦海岸 OTODAMA SEA STUDIO                               | |
| 7月11日          | YOIMACHI番外地〜KOTO×十四代目トイレの花子さん2マン編〜               | 大塚 Hearts＋                                             | |
| 7月28日          | 絵恋ちゃんとKOTOちゃんの2マンその2                                   | 青山月見ル君想フ                                          | 散歩⇆おとこのこちゃんの曲交換、名無しのカカシのコラボを披露 |

kotofolic（主要な公演のみ掲載）
| 公演日  | 公演名                                       | 会場         | 備考                                                                              |
| 2015年  | 2015年                                       | 2015年       | 2015年                                                                            |
| ------- | -------------------------------------------- | ------------ | --------------------------------------------------------------------------------- |
| 4月23日 | RUIDO presents L-1 グランプリ予選大会-DAY14- | 渋谷RUIDO K2 | kotofolicデビューライブ。メンバーは、Vo：KOTO、DJ：RIKE、Gt：nagi、ダンサー：愛。 |
| 6月11日 | RUIDO presents L-1 グランプリ東京準決勝大会  | 渋谷REX      | 動員数33人、投票数第2位。新曲の「生意気」お披露目。                               |

## ダンス・振付関連

### ダンス振付
- ねうちゃん「ばいばいピエロ」「0328」「もしも」
- WEAR「Celebration Ska」「One minute summer」
- 狂い咲けセンターロード「雷電」「夢と扉とボクら」「交友関係」
- TOKYO喫茶「未来へのLETTER」
- SCRamBLE「Destiny Love」「虹」「チョコレートシンドローム」「ガチ惚れ」「未来地図」
- ULTRA BUZZ「もっともっといっぱい話したいのに」「アグレッシブ」「誰にだって負けないから！」「ぶっち切りRan」「我道」「777」「Room」
- 1ChanceYeahHoi(わんちゃんいやほい!)「ワンチャンハレルヤ」「横目で眺めて追い越して行くの」「わたしはあたし」「針千本飲ます」「ワンツーパンチ！」「スピカ」「Me We Now」
- Flowers of Evil「マウントばばぁ」
- FQTQ feat.イヴにゃんローラーコースター「CAT TO THE FUTURE〜ミケとの遭遇〜」
- 寿々木ここね（SAKA-SAMA）「スイート・セレブレーション！」

- ATOMIC MINISTRY（朝倉みずほ ）「Electric Sheep」「BIG LOVE」[56]
- marble≠marble「SHOOTING STAR」
- ドリ☆ステ「Splash」
- 御祭少女「空と雲と夢」「セカチュッ」
- 0話「Ready go round」
- NiceToMeetYou「恋のヒエラルキー」
- Saoriiiii「もう1回RAVE」
- Bon Club「輪廻転生」
- 里咲りさ 「骨髄バンクのうた」（日本骨髄バンクPRソング） [57]
- Fenomeno「SHING A DREAM!」
- 絵恋ちゃん 「名無しのカカシじゃいられない」（セルフカバー）

### ダンサー
滝口成美  with Control-sのダンサー（ピンク担当）としても活動
- 2014年8月2日・3日、TOKYO IDOL FESTIVAL 2014に滝口成美 with control-sのダンサー（ピンク担当）として出演。

### ダンスコンテスト
| 日時           | 順位           | コンテスト名                                     | チーム名     |
| -------------- | -------------- | ------------------------------------------------ | ------------ |
| 2009年11月8日  | 3位            | 座間ストリートダンスコンテスト2009               | 045!!        |
| 2009年12月27日 | 2位            | サニチル杯                                       | 045!!        |
| 2010年1月31日  | 審査員特別賞   | 雷蛇杯ダンスコンテスト                           | 045!!        |
| 2010年6月21日  | 優勝           | KIDS DANCE PRIDE 3                               | Stella       |
| 2010年7月17日  | 優勝           | TOKYO DANCE COLLECTION予選                       | Stella       |
| 2010年7月26日  | 6位            | アイスクリームコンテスト                         | Stella       |
| 2010年8月1日   | 準優勝         | VISON キッズコンテスト2010                       | Stella       |
| 2010年8月8日   | 優勝           | ガールズ舞遊伝予選                               | Stella       |
| 2010年8月11日  | 3位            | STREET DANCE CARNIVAL                            | Stella       |
| 2010年8月25日  | 総合グランプリ | DANCE STAGE PROJECT2010                          | Stella       |
| 2010年10月16日 | 3位            | スーパーキッズ上尾予選                           | Stella       |
| 2010年10月24日 | キッズ部門優勝 | TOKYO DANCE COLLECTION決勝                       | Stella       |
| 2011年8月23日  | 3位            | 六芸神                                           | KOTO（ソロ） |
| 2011年8月27日  | 4位            | POPCORNキッズダンスコンテスト                    | Angelica     |
| 2011年8月28日  | 優勝           | スポニチ杯 ダンスコンテスト                      | Angelica     |
| 2011年10月10日 | 優勝           | FUJIYAMA DANCE PARK                              | ILLUMINATI   |
| 2011年12月17日 | 3位            | GIRLS舞遊伝                                      | Angelica     |
| 2012年1月7日   | 準優勝         | ALL JAPAN SUPER KIDS DANCE CONTEST 2011 最終予選 | ILLUMINATI   |
| 2012年1月8日   | －             | ALL JAPAN SUPER KIDS DANCE CONTEST 2011 FINAL    | ILLUMINATI   |
| 2012年3月20日  | 3位            | 六芸神ヴォーカル部門                             | KOTO（ソロ） |
| 2012年6月17日  | 4位            | pop corn コンテスト                              | KOTO（ソロ） |
| 2012年8月5日   | 準優勝         | summer icecream jazzバトル                       | KOTO（ソロ） |
| 2012年8月21日  | 優勝           | ARCHE CUP 中学生部門                             | LUCE?        |
| 2012年8月24日  | 優勝           | POP CORN ダンスコンテスト                        | GAY O.K.     |
| 2012年9月9日   | 準優勝         | スーパーキッズ東北予選                           | LUCE         |
| 2012年9月30日  | 特別賞         | TOKYO DANCE COLLCETION                           | GAY O.K.     |
| 2012年10月14日 | 優勝           | RUN UPダンスコンテストvol.5                      | GAY O.K.     |
| 2012年10月27日 | 準優勝         | 芸王グランプリ予選                               | GAY O.K.     |
| 2012年11月4日  | MIZUNO賞       | 芸王グランプリダンスコンテスト2012               | GAY O.K.     |
| 2012年12月15日 | 準優勝         | ARCHE CUP 中学生部門                             | GAY O.K.     |
| 2013年1月12日  | －             | ALL JAPAN SUPER KIDS DANCE CONTEST 2012 FINAL    | LUCE         |
| 2013年2月17日  | 準優勝         | Plus＋tic vol.1ダンスコンテスト                  | GAY O.K.     |

## その他の活動

### テレビ
- 2011年10月 - 2012年1月「スーパーキッズダンスTV」(BSテレビ)
- 2013年7月11日、MUSIC JAPAN（NHK）AKB48「恋するフォーチュンクッキー」のバックダンサーとして
- 2014年3月20日、シャキーン!（NHK）写真部で元気いっぱいなメガネ女子高生役
- 2014年8月23日、「weekend Hips」に滝口成美 with control-sとして生放送ゲスト出演

### WEB
- 2015年3月7日、音楽配信サイトOTOTOYで3776の井手ちよのちゃんとの対談記事が掲載される。
- 2015年6月20日、ナタリーにて初のアルバム「プラトニックプラネット」の記事が記載される

### 舞台
- 2014年9月26・27日、六本木BeeHiveにて一人芝居「さよならブービー」を3公演行う。

### スチール広告
- 2011年6月 -、ダンスウエアブランド「CHEER ファッションカタログモデル」
- （不明）カラーコンタクト「ContactFilms　イメージモデル」

### 雑誌・書籍
2012年
- 2月、「Girls Stage」(主婦の友社)
- 4月、「ピチレモン!! 5月号」(学研パブリッシング)
- 5月、「ピチレモン!! 6月号」(学研パブリッシング)
- 6月、「ピチレモン!! 7月号」(学研パブリッシング)
- 7月、「ピチレモン!! 8月号」(学研パブリッシング)
- 10月、「DANCE GENERATION vol.1」(セブン＆アイ出版)

2013年
- 9月、「DANCE GENERATION vol.4」(セブン＆アイ出版)

2014年
- 2月、「BUBKA 04号」見開き2ページインタビュー（白夜書房）
- 3月、「TRASH-UP!! No.17」
- 5月、「TRASH-UP!! No.18」
- 8月、「TRASH-UP!! No.19」

2015年
- 2月、「TRASH-UP!! No.21」
- 3月、「アイドル最前線　2015」（洋泉社）
- 4月、「TOP YELL 5月号」（竹書房 -TAKESHOBO-）
- 6月、「別冊少年チャンピオン 7月号」「掟ポルシェの死ぬ気!全力音楽塾Vol.37」見開き2ページインタビュー（秋田書店）
- IDOL FILE(アイドル・ファイル) Vol.03（2017年5月26日、Rocks Entertainment）[58]

### フリーペーパーなど
- 2014年10月、「iDol spot Vol.14」DDのすすめコーナー （アイドルスポット）
- 2015年7月、「bounce 381号」16歳の新星・KOTOと佐々木喫茶率いるシンセ・パンク・バンドのレコライドがアルバム同時発表!　〈コトライド!〉対談が実現[59]

### ゲーム
- 妄想JK水滸伝（GREE）JK反政府軍

### KOTO名義以外のMVやDVD
- 2013年2月、「PaniCrew KIDS DANCE BEAT」[60](DVD)
- 2013年6月、少女時代 「Love & Girls」[61](MV)
- 2014年6月、 滝口成美withControl-S 「ice」[62](MV)

### インタビュー記事
- キレッキレ過ぎるダンスで会場を沸かすソロ・アイドル、KOTOの最新楽曲がついに配信開始! - OTOTOY （2015年4月18日）
- KOTO×佐々木喫茶、6ヶ月連続リリースを振り返る! & オトトイ限定ヴァージョンの『バレンタインズバレリーナ』配信開始!! - OTOTOY （2015年7月3日）
- 16歳の新星・KOTOと佐々木喫茶率いるシンセ・パンク・バンドのレコライドがアルバム同時発表!　〈コトライド!〉対談が実現 - Mikiki/bounce 381号 （2015年8月25日）
- Interview With KOTO At Hatsudai DOORS - A-to-J Connections（2016年1月24日）
- Interview with KOTO: First Overseas Live at Taiwan's 3D LIVE REVOLUTION×LIVE PLUS (Part 1) - A-to-J Connections（2016年3月13日）
- Interview with KOTO: First Overseas Live at Taiwan's 3D LIVE REVOLUTION×LIVE PLUS (Part 2) - A-to-J Connections（2016年3月17日）
- Game of Dance: An Interview with KOTO and Sasaki - A-to-J Connections（2016年11月４日）
- 祝! 高校卒業! KOTOの新シングル&シャオチャイポン1stシングルをハイレゾ配信開始 - OTOTOY （2017年3月17日）
- Tiger Fire Cyber Fighter: An Interview with KOTO - A-to-J Connections（2019年3月12日）